# Sysstema longiplaga
Sysstema longiplaga là một loài bướm đêm trong họ Geometridae.